# When You're Gone (Avril Lavigne)
When You're Gone è il secondo singolo estratto dall'album The Best Damn Thing di Avril Lavigne.
Il singolo, prodotto da Butch Walker, è stato pubblicato il 19 giugno 2007, ma il video è stato trasmesso in anteprima su Total Request Live, dove ha debuttato direttamente alla numero 1, diventando il singolo con l'ascesa più veloce nella storia di TRL.

## Descrizione
Come dichiarato da Lavigne, la canzone tratta dello «stare insieme alla persona che si ama che, da un momento all'altro, devi salutare e di tutte quelle piccole cose che ti verranno a mancare.  Racconta un po' delle nostre vite, di quando siamo in tour, quando mi mancano le persone che amo, la persona che amo». Il brano è dedicato quindi all'allora marito di Avril, Deryck Whibley, con il quale si è sposata il 15 luglio 2006.

## Video
Avril canta e suona il piano in una stanza vuota. Nel frattempo un uomo che parte per la guerra saluta la moglie che ha appena scoperto di essere incinta, un uomo anziano a cui è appena morta la moglie cerca ovunque segni della sua presenza, mentre due ragazzi si baciano sotto un albero, venendo interrotti bruscamente dalla madre di lei, che porta via la figlia urlando a lui di starle lontano. Le due hanno un litigio a proposito della questione e la figlia viene messa in punizione.
Mentre la ragazza guarda le fotografie che la ritraggono con il suo ragazzo, l'uomo anziano abbraccia e accarezza il vestito preferito della moglie e la donna incinta guarda alla televisione immagini provenienti dal fronte, nella speranza di intravedere il marito di cui non ha notizie da mesi.
Improvvisamente il canto di Avril diventa talmente forte da distruggere le pareti delle rispettive case. L'anziano si ritrova così al cimitero, dove, dopo essersi vestito di tutto punto, brinda alla memoria della moglie, la ragazza si trova nella foresta dove incontra il suo ragazzo e aggiunge a un cuore da loro inciso la scritta 4ever (per sempre) e la donna incinta si trova a una conferenza stampa in cui si annuncia la fine della guerra: proprio in quel momento riceve un messaggio dal marito in cui le comunica di stare bene. Il video termina con Avril che corre in un prato verso il tramonto.
Nel video della canzone sul tronco di un albero compare un cuore con su scritto A+D su cui alla fine viene aggiunto 4ever (per sempre). A e D sono le iniziali dei nomi Avril e Deryck (l'allora marito di Avril Lavigne).
Nel video compaiono sia un cellulare della Nokia, la nota marca di telefonini, che una macchinetta fotografica, digitale della Sony, di cui Avril è stata anche testimonial in alcuni spot.
Il video ha ottenuto la certificazione Vevo il 23 aprile 2012 per il raggiungimento delle 100 milioni di visualizzazioni.

## Tracce
CD singolo
1. When You're Gone – 4:00
2. Girlfriend (feat. Lil' Mama) (Dr. Luke remix) – 3:24
3. Girlfriend (Submarines' Time Warp 66 mix) – 3:11
4. When You're Gone (video) – 4:03

CD singolo (Giappone)
1. When You're Gone – 4:00
2. When You're Gone (versione strumentale) – 4:00
3. Girlfriend (versione giapponese) – 3:37

## Classifiche
| Classifica (2007) | Posizione massima |
| ----------------- | ----------------- |
| Argentina         | 1                 |
| Australia         | 4                 |
| Austria           | 10                |
| Belgio (Fiandre)  | 31                |
| Brasile           | 6                 |
| Bulgaria          | 20                |
| Canada            | 8                 |
| Costa Rica        | 4                 |
| Francia           | 17                |
| Germania          | 17                |
| Giappone          | 12                |
| Irlanda           | 4                 |
| Italia            | 4                 |
| Nuova Zelanda     | 26                |
| Paesi Bassi       | 57                |
| Portogallo        | 1                 |
| Regno Unito       | 3                 |
| Repubblica Ceca   | 3                 |
| Slovacchia        | 11                |
| Svezia            | 8                 |
| Svizzera          | 14                |